# Katedra Sztuki Muzycznej Uniwersytetu Pomorskiego w Słupsku
Katedra Sztuki Muzycznej Akademii Pomorskiej w Słupsku – jedna z 11 jednostek dydaktycznych Uniwersytetu Pomorskiego w Słupsku. Pierwotnie należąca do struktur Wydziału Nauk Społecznych Akademii Pomorskiej w Słupsku. Dzieli się na 3 zakłady. Prowadzi działalność dydaktyczną i badawczą związaną z wielokulturowymi kontekstami edukacji muzycznej, formami i metodami upowszechniania kultury muzycznej oraz metodyką i dydaktyką muzyki w szkole i w placówkach pozaszkolnych. Katedra oferuje studia na kierunku wychowanie muzyczne. Aktualnie na katedrze kształci się kilkudziesięciu studentów w trybie dziennym. Siedzibą katedry jest gmach położony przy ul. Partyzantów 27 w Słupsku. 
Katedra powstała jako jedna z ostatnich jednostek Wyższej Szkoły Pedagogicznej w 2002 roku. Jej twórcami byli w przeważającej części muzycy wywodzący się z Akademii Muzycznej w Gdańsku. Pracownicy naukowi instytutu zajmowali też często najważniejsze stanowiska w hierarchii akademickiej – prorektorów, wielokrotnie obejmowali też funkcję dziekanów na swoich wydziałach. Aktualnie zatrudnionych jest 25 pracowników naukowo-dydaktycznych, z czego na 4 na stanowisku profesora nadzwyczajnego ze stopniem naukowym doktora habilitowanego, 8 adiunktów ze stopniem doktora, 11 asystentów z tytułem magistra oraz 2 profesorów wizytujących.

## Historia
Geneza dzisiejszej Katedry Sztuki Muzycznej Akademii Pomorskiej w Słupsku związana jest z uruchomieniem w 1979 roku w ówczesnej Wyższej Szkole Pedagogicznej kierunku studiów - wychowanie muzyczne. Jednostką, która zajmowała się jej prowadzeniem był Zakład Wychowania Muzycznego, działający w ramach Wydziału Pedagogicznego. W 1990 roku zakład ten został przekształcony w Katedrę Wychowania Muzycznego na czele której stał prof. Henryk Stiller. W czerwcu 2000 roku katedra ta została zlikwidowana, a w jej miejsce w strukturze Instytutu Pedagogiki powołano do życia dwa zakłady: Zakład Sztuki Muzycznej (kierownik - prof. Leszek Kułakowski) oraz Zakład Edukacji Artystyczno-Estetycznej (kierownik - dr Jarosław Chaciński). Struktura ta przetrwała do 2002 roku, kiedy to postanowiono przywrócić samodzielną jednostkę organizacyjną pod nazwą Katedry Sztuki Muzycznej (kierownik  - prof. Leszek Kułakowski). 26 stycznia 2005 w miejsce Katedry Sztuki Muzycznej powołano Instytut Muzyki. Od 1 października 2019 roku, zarządzeniem Rektora AP, Instytut funkcjonuje jako Katedra Sztuki Muzycznej Akademii Pomorskiej w Słupsku.

## Władze Katedry
W kadencji 2024–2028:
| Stanowisko           | Imię i nazwisko            |
| -------------------- | -------------------------- |
| Kierownik            | dr hab. Jarosław Chaciński |
| Zastępca Kierownika  | mgr Dorota Gieruszczak     |
| Dyrektor artystyczny | dr hab. Monika Zytke       |

## Kierunki kształcenia
Katedra Sztuki Muzycznej kształci studentów na studiach licencjackich (3 letnie), po których ukończeniu ich absolwenci uzyskują tytuł zawodowy licencjata. Następnie mogą oni kontynuować dalszą edukację w ramach studiów magisterskich uzupełniających, trwających 2 lata i kończących się uzyskaniem tytułu zawodowego magistra. Studenci mają do wyboru następujące kierunki i specjalności:
- edukacja artystyczna w zakresie sztuki muzycznej
  - edukacja muzyczna (nauczycielska) (dzienne)

Ponadto katedra prowadzi również następujące studia podyplomowe:
- muzykoterapia z psychoprofilaktyką stresu
- muzyka w edukacji wczesnej z elementami muzykoterapii

## Struktura organizacyjna

### Zakład Dydaktyki Muzyki
Zakład Dydaktyki Muzyki prowadzi bogatą działalność naukową oraz sprawuje opiekę pedagogiczną nad szeroką rozumianą edukacją muzyczną, metodyką przedmiotu muzyka w szkole, przedmiotami związanymi bezpośrednio z wykształceniem i kompetencjami nauczyciela. W ramach pracy zakładu tworzone są podstawy teoretyczne pedagogiki muzycznej, jak i jej praktyczne, innowacyjne rozwiązania edukacyjne.
Zakład Dydaktyki Muzyki podjął się również działalności związanej z doskonaleniem zawodowym nauczycieli muzyki w regionie organizując dla nich studia podyplomowe oraz warsztaty metodyczne, spotkania i wykłady ze specjalistami edukacji muzycznej, autorami podręczników szkolnych. 
Samodzielni pracownicy naukowi:
- dr hab. Jarosław Chaciński – kierownik Zakładu
- dr hab. Maciej Babnis

### Zakład Dyrygentury Chóralnej i Aranżacji Muzyki
Celem działalności Zakładu Dyrygentury Chóralnej i Aranżacji Muzyki jest kształcenie studentów w dziedzinie dyrygowania oraz zdobycie przez nich profesjonalnego przygotowania zawodowego do prowadzenia zespołów muzycznych w ruchu amatorskim.
Samodzielni pracownicy naukowi:
- dr Tadeusz Formela – kierownik Zakładu
- dr hab. Monika Zytke

### Zakład Praktyki Instrumentalnej i Wokalnej
W ramach Zakładu Praktyki Instrumentalnej i Wokalnej prowadzone są następujące przedmioty gry na fortepianie oraz na drugim instrumencie, który studenci mają do wyboru z następujących: gitara, gitara basowa, instrumenty dęte drewniane i blaszane, perkusja oraz organy.
Samodzielni pracownicy naukowi:
- dr hab. Joanna Bernagiewicz – kierownik Zakładu
- dr hab. Katarzyna Chacińska

## Kierunki działalności naukowej
Katedra Sztuki Muzycznej Akademii Pomorskiej w Słupsku prowadzi działalność dydaktyczną i badawczą związaną z:
- wielokulturowymi kontekstami edukacji muzycznej
- formami i metodami upowszechniania kultury muzycznej
- metodyką i dydaktyką muzyki w szkole i w placówkach pozaszkolnych